# حوزه انتخابیه دوم کنتاکی
حوزه انتخابیه دوم کنتاکی یک حوزه انتخابیه مجلس نمایندگان آمریکا است که در ایالت کنتاکی قرار دارد.